# Rudolf Leiding
Rudolf Leiding, född 4 september 1914 i Busch i Landkreis Stendal i Sachsen-Anhalt, död 3 september 2003 i Baunatal i Landkreis Kassel i Hessen, var en tysk företagsledare. Han var verkställande direktör för Volkswagen AG 1971-1975.
Under Leidings tid som chef lanserades de framgångsrika modellerna Volkswagen Golf, Volkswagen Passat och Volkswagen Scirocco.
1 oktober 1971 övertog Leiding befattningen som högsta chef för hela Volkswagenkoncernen. Tidigare hade han varit chef för verksamheten i Kassel med huvudlager för reservdelar och utbytesdelar och avancerade till chef för Volkswagen do Brasil. När Volkswagen köpte Audi blev Leiding chef i Ingolstadt. Där byggde han upp Audis nya modellprogram med ett antal nya populära modeller. Först Audi 100, så kom Audi 80 och till slut Audi 50. Leiding fick ta sig an arvtagaren till  "Bubblan" som var färdig, maskiner och verktyg var beställda. Den nya bilen, som internt kallades EA 266, (EA står för Entwicklungsauftrag - utvecklingsuppdrag), skulle bli lika speciell som "Bubblan". Bilen hade bakhjulsdrift, motorn framför bakaxeln under baksätet, vilket gav en god viktfördelning, och utmärkta köregenskaper. Dessutom var det bagageutrymme både fram och bak. En ny bil, som skulle efterträda Typ 3, var också klar, Passat, (EA 400), med tvärställd motor.
I sin roll som chef i Ingolstadt hade Leiding en helt ny rad av Audimodeller klar. Leiding ville att alla nya bilar i koncernen skulle konstrueras efter det nya plattformsystemet, det vill säga att flera modeller kunde använda samma komponenter, som till exempel växellådor, motorer, framvagnar något som också skulle innebära en bättre ekonomi. Den nya "Bubblan", som tagits fram (EA266), föll helt utanför det mönstret. I oktober 1971 efter endast tre veckor som chef fattade Leiding det (i Wolfsburg) impopulära beslutet, att lägga ner projekt EA266, för att gå vidare med projektnummer EA337, vilket senare skulle få namnet Golf. Golf och Audi 50 fick tvärställda motorer, Passat och Audi 80 fick motorer på längden. På kort sikt var detta ett kostsamt avgörande, men i efterhand har det visat sig att det var riktigt.